# Liste der Naturdenkmale in Hasborn (Eifel)
Die Liste der Naturdenkmale in Hasborn nennt die im Gemeindegebiet von Hasborn ausgewiesenen Naturdenkmale (Stand 11. März 2024).

## Naturdenkmale
| Nr.         | Bezeichnung | Lage             | Beschreibung                                                                                 | Bild            |
| ----------- | ----------- | ---------------- | -------------------------------------------------------------------------------------------- | --------------- |
| ND-7231-419 | Eichenhain  | Kirchstraße Lage | Wäldchen aus Quercus sp., angeblich um 1650 entstanden; flächenhaftes Naturdenkmal, ca. 4 ha | Fotos hochladen |